# جان ماري شاربنتييه
جان ماري شاربنتييه (بالفرنسية: Jean-Marie Charpentier)‏ هو مخطط حضري ومهندس معماري فرنسي، ولد في 27 أبريل 1939 في باريس في فرنسا، وتوفي بنفس المكان في 24 ديسمبر 2010.